# Trachusa schoutedeni
Trachusa schoutedeni är en biart som först beskrevs av Joseph Vachal 1910.  Trachusa schoutedeni ingår i släktet hartsbin, och familjen buksamlarbin. Inga underarter finns listade i Catalogue of Life.